# Liste des résolutions du Conseil de sécurité des Nations unies adoptées en 1964
Les résolutions du Conseil de sécurité des Nations unies sont les décisions qui sont votées par le Conseil de sécurité des Nations unies.
Une telle résolution est acceptée si au moins neuf des quinze membres (depuis le 17 décembre 1963, 11 membres avant cette date) votent en sa faveur et si aucun des membres permanents qui sont la Chine, les États-Unis, la France, le Royaume-Uni et l'Union soviétique (la Russie depuis 1991) n'émet de vote contre (qui est désigné couramment comme un veto).

## Résolutions 186 à 199
- Résolution 186 : la question de Chypre (adoptée le 4 mars 1964).
- Résolution 187 : la question de Chypre (adoptée le 13 mars 1964).
- Résolution 188 : plainte du Yémen (adoptée le 9 avril 1964).
- Résolution 189 : plainte du Gouvernement royal du Cambodge (adoptée le 4 juin 1964).
- Résolution 190 : question relative à la politique d'Apartheid du Gouvernement de la République sud-africaine (adoptée le 9 juin 1964).
- Résolution 191 : question relative à la politique d'Apartheid du Gouvernement de la République sud-africaine (adoptée le 18 juin 1964).
- Résolution 192 : extension du stationnement à Chypre (adoptée le 20 juin 1964).
- Résolution 193 : demande d'un cessez-le-feu à Chypre (adoptée le 25 septembre 1964).
- Résolution 194 : extension du stationnement à Chypre (adoptée le 25 septembre 1964).
- Résolution 195 : admission de nouveaux membres : Malawi (adoptée le 9 octobre 1964 lors de la 1160e séance).
- Résolution 196 : admission de nouveaux membres : Malte (adoptée le 30 octobre 1964 lors de la 1161e séance).
- Résolution 197 : admission de nouveaux membres : République de Zambie (adoptée le 30 octobre 1964 lors de la 1161e séance).
- Résolution 198 : extension du stationnement à Chypre (adoptée le 18 décembre 1964).
- Résolution 199 : question relative à la République démocratique du Congo (adoptée le 30 décembre 1964).